# Crocidosema peregrinana
Crocidosema peregrinana es una especie de mariposa del género Crocidosema, familia Tortricidae.
Fue descrita científicamente por Möschler en 1866.